# Guy-Jean-Baptiste Target
Pour les articles homonymes, voir Target.
Guy-Jean-Baptiste Target, né à Paris le 6 décembre 1733 et mort à Les Molières le 9 septembre 1806, est un avocat et homme politique français.

## Biographie[1]
Guy Jean-Baptiste Target est né le 6 décembre 1733, rue de Moussy, dans le quartier du Marais à Paris. Il est le fils unique de Jean-Baptiste Target (Guise, 1693- Paris, 1764) avocat au parlement, et le petit-fils d'un maître tailleur à Guise.
Target est avocat au Parlement de Paris inscrit au barreau en 1752. Avocat engagé, il est un ardent défenseur des droits et de l'autonomie des parlements. De 1771 à 1774, il refuse de plaider devant le parlement établi par le chancelier Maupeou, ce qui lui vaut le surnom de « Vierge du palais ». Il rédige alors les Lettres d'un homme à un homme, où il proteste contre les changements survenus dans la magistrature. En 1774, il assume la défense de la commune de Salency (Picardie) dans le procès, qui a pris une envergure nationale, et qui oppose les salenciens à leur seigneur, Charles-François Danré, au sujet du choix et des récompenses de leur rosière
Il est élu membre de l'Académie française en 1785. 
L'année suivante, il participe à la défense du cardinal de Rohan, dans l'affaire du collier de la reine, et contribue à l'élaboration de l'Édit de tolérance signé à Versailles par Louis XVI en 1787. En 1788, il fait partie du comité de Législation que le garde des Sceaux Lamoignon a chargé de réviser les lois civiles et criminelles du royaume. 
Il adhère à l'Association de Bienfaisance judiciaire fondée en 1787 par le conseiller au Châtelet André Boucher d'Argis.
Au début de la Révolution, il fréquente le club breton où il rencontre Joseph Ignace Guillotin et Isaac Le Chapelier et rédige avec eux les cahiers de doléances de Paris. Électeur du district des Blancs-Manteaux en avril 1789, il est élu député du tiers état de la prévôté et vicomté de Paris aux États généraux. 
Il est un des rédacteurs de la constitution de 1791. 

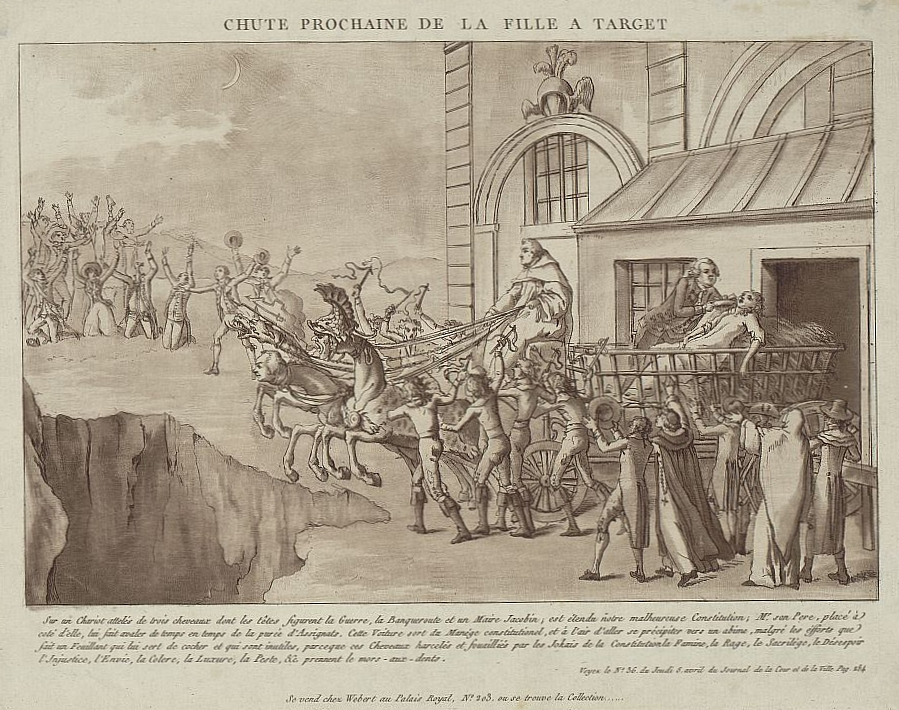
« Chute prochaine de la fille à Target. »
Gravure anonyme de 1791 caricaturant le rôle joué par Target dans l'élaboration de la Constitution de 1791.

En 1792, choisi par Louis XVI pour être l'un de ses trois avocats défenseurs, il se récuse, prétextant son âge, la faiblesse de sa santé et de ses organes, mais il fait néanmoins imprimer et distribuer une défense du roi. Il se tient à l'écart pendant la Terreur et publie ensuite des mémoires où il adopte une attitude modérée qui fait oublier le rôle très important qu'il a joué au commencement de la Révolution.
Il est nommé membre de la Cour de cassation en 1798 et participe aux travaux préparatoires des futurs codes civil et pénal. Il rédige de sa propre initiative un projet de code civil en 1799 d'inspiration réactionnaire par rapport à la législation révolutionnaire et récemment exhumé des Archives nationales. 
Guy-Jean-Baptiste Target épouse en 1791 Jeanne Louise Le Roy de Lisa, issue d'une famille de magistrats qui s'étaient fortement engagés en faveur de la réforme du chancelier Maupeou. Ils sont les parents de Louis-Ange-Guy Target, préfet du Calvados sous la Monarchie de Juillet, et les grands-parents de Paul-Louis Target, député au début de la Troisième République.

## Choix de publications

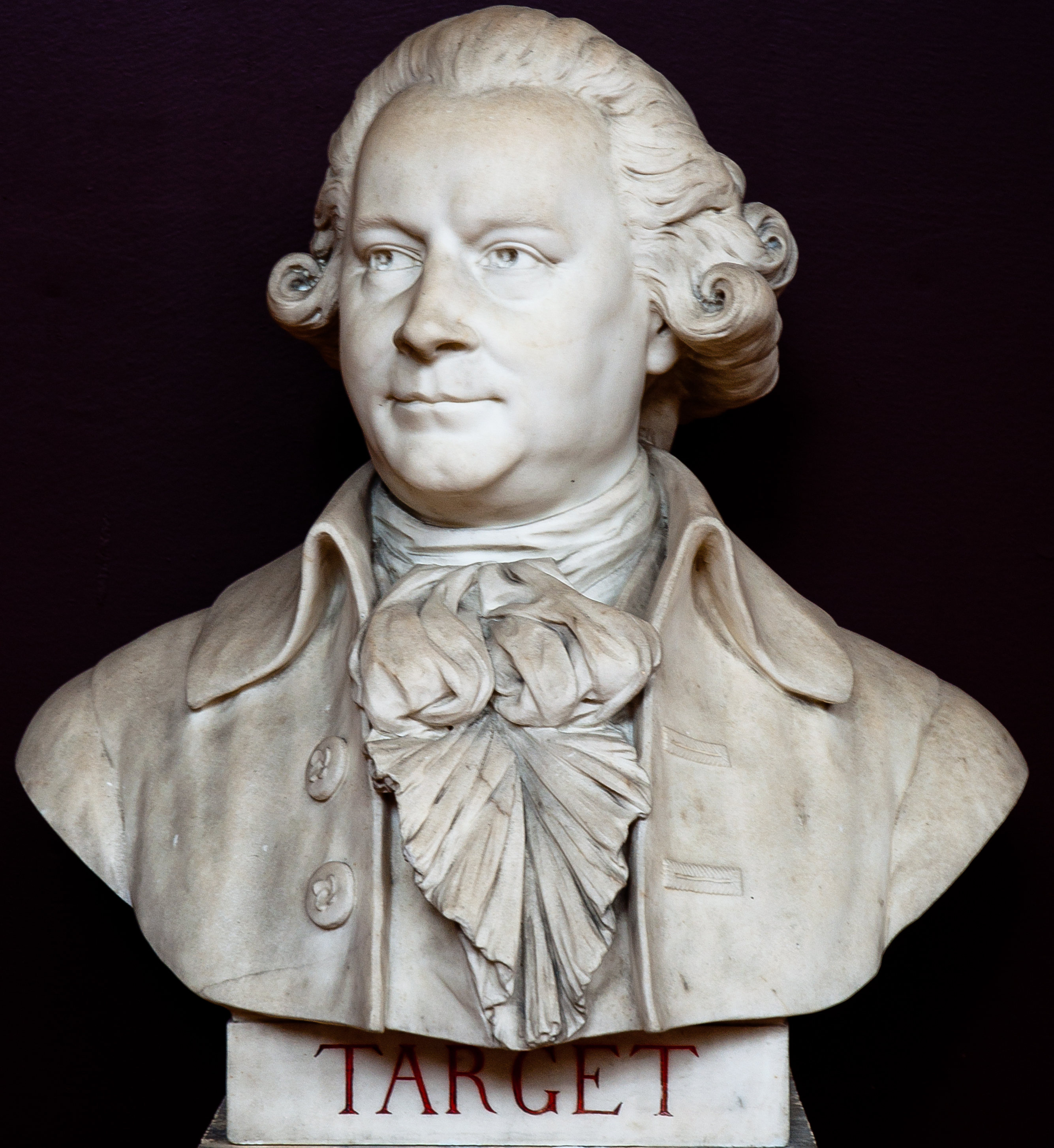
Buste de Guy-Jean-Baptiste Target (Salle du Jeu de paume, Versailles).

- Observations sur le commerce des grains, 1769 ;
- Lettre d'un homme à un autre homme sur l'extinction de l'ancien Parlement et la création du nouveau, 1771 ;
- Lettres d'un homme à un autre homme sur les affaires du temps, 1771) Texte en ligne
- Consultation sur l'affaire de la dame marquise d'Anglure, contre les sieurs Petit, ou Conseil des dépêches, dans laquelle, on traite du mariage et de l'état des protestans, 1787 ;
- Mémoire et consultation, pour Jean Gaspard Vence (conjointement avec Bonhomme de Comeyras, d'Outremont et Rouhette), 1787 ;
- Mémoire sur l'état des protestants en France, 1787 ;
- Mémoire sur l'amélioration des domaines et bois du roi, sur les vices de l'administration actuelle et sur les moyens d'en tirer un parti plus avantageux au profit de l'État, 1788) Texte en ligne
- Cahier des demandes et instructions du Tiers-état de la prévôté et vicomté de Paris hors les murs, 1789 ;
- Opinion de M. Target sur la division du royaume à la séance [de l'Assemblée nationale] du 10 novembre 1789, 1789 ;
- Projet de déclaration des droits de l'homme en société, 1789 ;
- Les États-généraux convoqués par Louis XVI ; Première suite de l'écrit intitulé « Les États-généraux convoqués par Louis XVI » ; Deuxième suite de l'écrit intitulé « Les États-généraux convoqués par Louis XVI », 1789-1790 Texte en ligne 1 2 3 ;
- Esprit des cahiers présentés aux Etats-généraux (2 volumes), juin 1789 ;
- Rapport fait au nom du Comité de constitution, par M. Target. Le mardi 29 septembre 1789, 1789 ;
- Rapport fait à l'Assemblée nationale au nom du Comité de constitution, par M. Target. À la séance du 31 mars 1790, 1790 ;
- Observations de Target sur le procès de Louis XVI, 1792 ;
- Journal de Target ; Notes inédites sur l'état de la France (1789-1797) ; Observations de Target sur le procès de Louis XVI contenus dans Un avocat du XVIIIe siècle, 1893 ;
- Réflexions rapides pour M. le cardinal de Rohan sur le sommaire de la dame de la Motte [Affaire du Collier] (s. d.)